# Randel-Plan
Der Randel-Plan ist ein Bebauungsplan des Geodäten John Randel jr. für den New Yorker Stadtteil Manhattan. Simeon De Witt, einer der drei damaligen Commissioners, die Stadtverwalter, beauftragte Randel ab 1807 mit den Arbeiten. Daraus entstand als Zwischenprodukt der 1811 verabschiedete Commissioners’ Plan. Von 1807 an entstand so ein Bebauungsplan für das zukünftige Manhattan, der 1811 genauer im Randel-Plan, einer 2,50 Meter breiten Karte festgelegt wurde und der für Manhattan das Schachbrettmuster nördlich der 14. Straße festlegte. 155 als Streets bezeichnete Querstraßen und zwölf als Avenues bezeichnete Längsstraßen  sollten sich über die Insel ziehen und dabei 2000 Häuserblocks bilden. Außerdem sollte das damals noch hügelige und zerklüftete Manhattan auf dieser Grundlage eingeebnet werden.
Randel folgte damit dem bekannten Konzept der Planstadt, wie zuvor die Planer in Philadelphia, Savannah, Charleston, New Orleans und Washington, D.C.
Der Randel-Plan für das kommende New York legte keinen Wert auf Ästhetik, sondern stellte eine reine Konzentration auf den leichten Verkauf von Grundstücken und auf bequeme Handelswege dar. Das noch zu bebauende Gelände in Richtung Norden wurde durch diesen Plan in gleich große, rechteckige Blöcke aufgeteilt. Das Straßensystem war einfach, alles im rechten Winkel, streng ‚mathematisch‘ und funktional. Manhattan ist auf genordeten Landkarten bis heute in die waagerecht verlaufenden Streets und die senkrecht verlaufenden Avenues gegliedert. Hauptachse ist die Fifth Avenue, von der aus sind alle linken Straßen ‚West‘ und alle rechts liegenden Straßen ‚East‘. Davon weicht im Wesentlichen nur der bereits in seiner Lage vorhandene Broadway ab, der vom Süden Manhattans bis ganz in die Nordwestspitze der Insel reicht.
Der Randel-Plan wird vom Museum of the City of New York in verkleinerter Form online bereitgestellt. Dabei sind die historischen Verläufe von 1811 und die Realität heute so dargestellt, dass sie durch Überlagerung leicht zu vergleichen sind. Das Original ist 106 x 30 7/16 inches lang/breit. Gezeichnet wurden die 92 Einzelpläne im Original im Maßstab 100:1 Fuß.